# Hippidae
Hippidae es una familia de crustáceos decápodos del infraorden Anomura y superfamilia de los Hippoidea. Son conocidos como muy muyes o cangrejos topo. Son organismos adaptados a la vida en playas arenosas, donde se entierran rápidamente en la zona intermareal. La familia hippidae tiene 3 géneros que son emerita, Hippa y Mastigochirus. Estos se esconden en las Arena, y son encontrados en casi todos los continentes, excepto en el Ártico y Antártida.

## Clasificación
Hippidae incluye tres géneros:
- Emerita
- Hippa
- Mastigochirus